# サンダーラン
『サンダーラン』（原題：Thunder Run）は、1986年制作のアメリカ合衆国のアクション映画。日本では劇場未公開で、後に『爆走サンダーラン』に改題された。

## あらすじ
引退したトラッカーのチャーリーは戦友のジョージから依頼され、プルトニウムをネバダからアリゾナまで運搬するという危険な仕事を請け負う。
チャーリーは孫のクリスと共にトラックを戦闘用に改造し、運搬を始めるが、プルトニウムを狙う何者が次々と襲ってくる。
実はこの運搬は、テロリストをおびきよせるための作戦だったのだ。2人はテロリストの襲撃を巧みにかわしながら、トラックを目的地へ向けて走らせる。

## キャスト
- チャーリー・モリソン：フォレスト・タッカー（吹替：宮川洋一）
- ジョージ・アダムス：ジョン・アイアランド
- クリス：ジョン・シェパード（吹替：大塚芳忠）
- ウルフ：トム・デューガン
- マイク：グレアム・ルドロウ
- ジリー：シェリル・M・リン
- カルロス：アラン・レイキンズ
- キム：ジル・ホイットロー
- ポール：ウォレス・ランガム

※テレビ放送：テレビ朝日「日曜洋画劇場」1988年8月28日『爆走バトルサンダー』のタイトルで放送された。